# Siójut, Somogy
Siójut  este un sat în districtul Siófok, județul Somogy, Ungaria, având o populație de 608 locuitori (2011). 

## Demografie
Componența etnică a satului Siójut
     Maghiari (96,76%)
     Germani (1,87%)
     Necunoscut (0,68%)
     Romi (0,68%)
     Alții (0,68%)
Componența confesională a satului Siójut
     Romano-catolici (49,67%)
     Reformați (22,2%)
     Fără religie (12,34%)
     Necunoscută (14,97%)
     Luterani (0,82%)
     Alte religii (0,82%)
Conform recensământului din 2011, satul Siójut avea 608 locuitori. Din punct de vedere etnic, majoritatea locuitorilor (96,76%) erau maghiari, cu o minoritate de germani (1,87%). Apartenența etnică nu este cunoscută în cazul a 0,68% din locuitori. Nu există o religie majoritară, locuitorii fiind romano-catolici (49,67%), reformați (22,2%) și persoane fără religie (12,34%). Pentru 14,97% din locuitori nu este cunoscută apartenența confesională.